# Kim Floor
Kim Floor (* 14. März 1948 in Porvoo) ist ein finnischer Schlagersänger, Schauspieler und Moderator.

## Leben
Er wurde ausgewählt, zusammen mit Sängerin Päivi Paunu Finnland beim Eurovision Song Contest 1972 in Edinburgh zu vertreten. Mit dem folkloristisch angehauchten Titel Muistathan? (Erinnerst du dich?) erreichten sie den zwölften Platz.
1975 veröffentlichte er das Album Evert Taube mit Texten des gleichnamigen schwedischen Dichters. Von 1993 bis 1995 war Kim Floor in der Serie Metsolat als „Heikki Metsola“ zu sehen. 1993 moderierte er Onnenpyörä, die finnische Version der Spielshow Glücksrad.
Kim Floor hat seine Karriere im Showgeschäft beendet. Er ist verheiratet und hat vier Kinder.